# 加州大学洛杉矶分校
加州大学洛杉矶分校（缩写为）是一所位于美国加利福尼亚州洛杉矶的公立研究型大学，创办于1919年，是加州大学系统中的第三所大学，目前擁有约31,600名本科生与14,300名研究生，提供包括学士、硕士与博士在内331种不同的学位课程（其中学士学位124个；硕士学位98个；博士以及专业学位共109个）。加州大学洛杉矶分校是全美国大學申请人数最多的学校，2020年有139,490人申请入学加州大学洛杉矶分校，是全美入學競爭最激烈的公立大学之一。2023年在U.S. News世界大學排名全美公立大學第一名。
截止2020年10月，加州大学洛杉矶分校的校友、教授及研究人员中，共有25位诺贝尔奖得主、3位菲尔兹奖得主、5位图灵奖得主。洛加大同时也因其学生在奥林匹克运动会中取得的优异成绩而闻名于世，截止2021年，该校的校友、学生、教练和其他人员等共获得了270枚奥运奖牌（包括136枚金牌）。

## 历史

### 师范学院

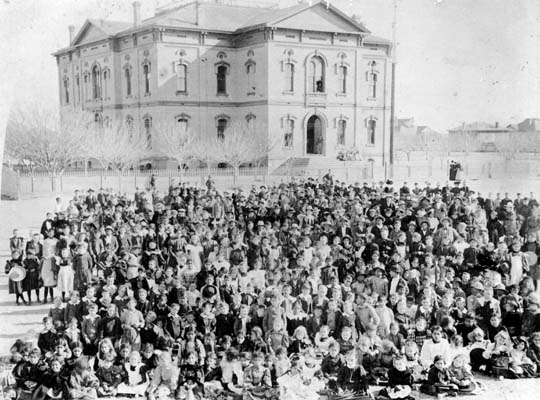
加州州立师范学院洛杉矶分校（1881年）

1881年3月，在洛杉矶居民的强烈要求下，加利福尼亚州议会在洛杉矶市中心创建了加州州立师范学院（圣荷西州立大学前身）南部分校，旨在为日益增加的南加州人口培训教师人才。
这所位于洛杉矶的州立师范大学于1882年8月29日成立，原址坐落于今天的洛杉矶公立图书馆中央馆。这所设施中包括了一所小学，为其中的实习教师提供了与儿童进行教育实践的机会，即今加州大学洛杉矶分校实验小学（UCLA Lab School）。
1887年，加州州立师范大学正式更名为洛杉矶州立师范学院。

### 加州大学
1914年，这所学院搬到了坐落于东好莱坞区佛蒙特大道（洛杉磯城市學院现址）的新校区。1917年，唯一代表南加州的加州大学董事爱德华·奥古斯·迪克森和州立师范学院的主任欧内斯特·卡罗尔·摩尔一起游说州议会，促使学院成为继柏克萊加州大学之后的第二个校区，但此动议遭到了来自柏克萊校友以及北加州议会成员的反对。同时，自1899年到1919年担任加州大学董事长的本杰明·艾德·惠勒也极力抵制南部校园的建立。然而，加州大学的新董事长大卫·普雷斯·巴罗斯则与惠勒持相反意见。

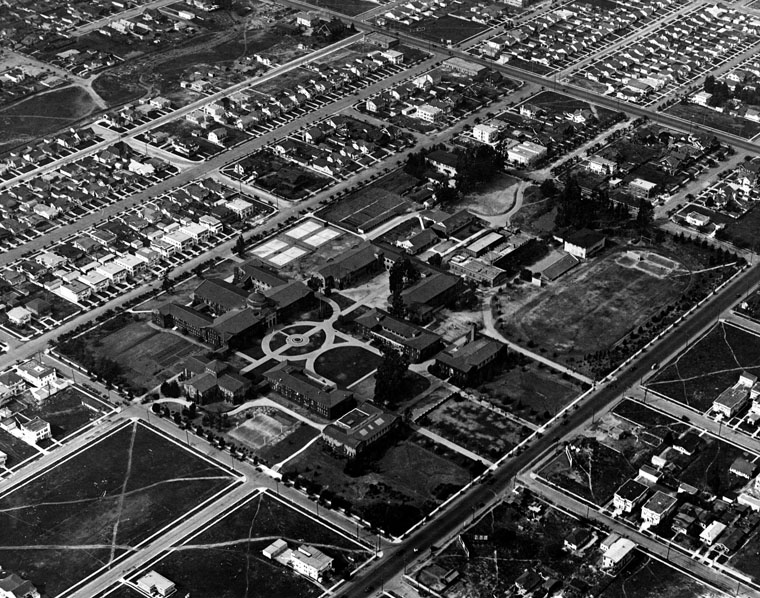
美国加州大学南部分校佛蒙特校园（1922年）

1919年5月23日，南加州人的努力终于得到了回报。州长威廉·丹尼森·史蒂芬斯将议会法案626签入了律法，使原洛杉矶师范学院并入了加州大学，成为其位于南加州的一所分校。这条法案同时将普通本科课程引入了大纲，创立了其人文学院。同年9月15日，加州大学南部分校正式成立，为250名在文理学院及1250名在教师学院就读的学生提供两年制的本科教育。
1923年至1930年，在加州大学校长威廉·华莱士·坎贝尔的领导下，南部分校的入学人数增长十分迅速，以至于在1920年代中期，该机构已经要拓张出它位于福蒙特大道的二十五公顷土地之外。因此，为了满足新增用地需求，校董事会致力于寻找新的校址。1925年3月21日，校董事会宣布新校址位于洛杉矶西木區，紧邻比佛利山西侧，毗邻当时还空置的帕罗斯韦德斯半岛。1926年，洛加大运动代表队加入了太平洋海岸联盟。此次会议后，南部分校的学生会才用了伯克利校區学生会为他们取的名字——“Bruins”。

### 加州大学洛杉矶分校
1927年，校董事会将南部分校命名为在洛杉矶的加州大学（University of California at Los Angeles）。同年，新校址开工，新校址所在的这块土地被以一百万美元的价格被低价卖给了加州大学洛杉矶分校，不到其真实价值的三分之一。该土地由埃德温和哈罗德·詹斯售出，加州大学洛杉矶分校校园内的詹斯台阶路正是得名于此。
加州大学洛杉矶分校最古老的四幢教学楼：学院图书馆、罗伊斯礼堂、物理生物楼和化学楼（即如今的鲍威尔图书馆、罗伊斯礼堂、人文楼和海恩斯馆）在1.6平方公里的校园里的一处四方形的庭院里两两相望。新校区的第一届本科班于1929年开始，招收了5500名学生。1933年，在伯克利校區持續的反对下，校友、教师、行政管理人员和社区领袖进一步游说政府，加州大学洛杉矶分校获准授予硕士学位，并于1936年获准授予博士学位。
学校历史的时间轴可以在其网站上找到，以及一些出版的图书中找到。在加州大学洛杉矶分校成立的最初32年，这里一直被当做加州大学于柏克萊主校區外的分部，管理者僅為「教務長 (Provost)」，仍從屬於柏克萊。然而在1951年，加州大学洛杉矶分校正式上升到了与加州大学伯克利分校同样的地位。此前，学校的校长一直是由各学院院长担任。
1958年，在洛杉矶的加州大学（University of California at Los Angeles）更名为加州大学洛杉矶分校（University of California, Los Angeles），原名中的“at ”在被正式替换为一个逗号，与加州大学其他學校相一致。
1960年，学校任命富兰克林·大卫·墨菲为校长 (Chancellor) 开创了一个学校设施建设和教师质量的巨大增长的时代。到了九十年代末，加州大学洛杉矶分校已经在广泛的学科领域中取得了各种荣誉。这个时代也奠定了加州大学洛杉矶分校自身的地位，使之不再仅仅是加州大学系统中的一个普通分校。校长墨菲所叙述的一段小插曲亦证明了洛加大的这种变化：
“我从另外一个地方往学校打电话，接线员说道：‘加州大学’。我说：‘是伯克利分校吗？’她说：‘不是。’我说：‘好吧，那我这通电话打到了哪里？’‘UCLA。’她说道。我说：‘那你为什么不直接说UCLA？’她说，‘哦，上级指示我们说加州大学。’于是第二天早上我去到加州大学系统的办公室，写了一份便签；我说道：‘请重新指示我们的接线员们，从今天中午开始，让他们接电话时说这里是‘UCLA。’他们回答：‘你知道在伯克利他们并不这样做。’我说，‘好吧，就让我们试试。这里还是有一些事情是我们不需要他们的允许就应该能做的。’”
在2011年1月26日，迈耶·罗斯金和蕾妮·罗斯金夫妇共同捐赠1亿美元给加州大学洛杉矶分校。在2011年2月14日，加州大学洛杉矶分校收到琳茜基金会捐赠的2亿美元，这些捐款被用于建立梦想基金，其代表了“社会人士对于加州大学洛杉矶分校医学研究和学术课程发展的支持”。

## 校园

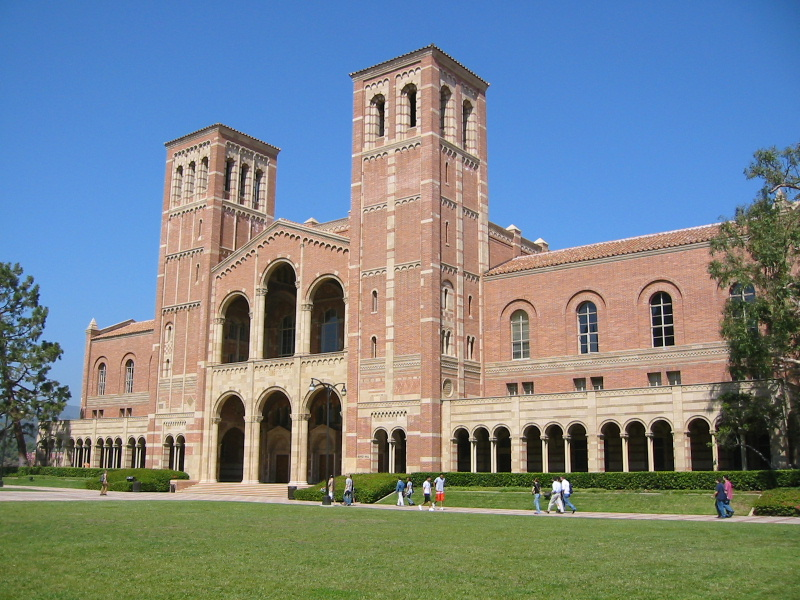
羅伊斯大廳（Royce Hall）

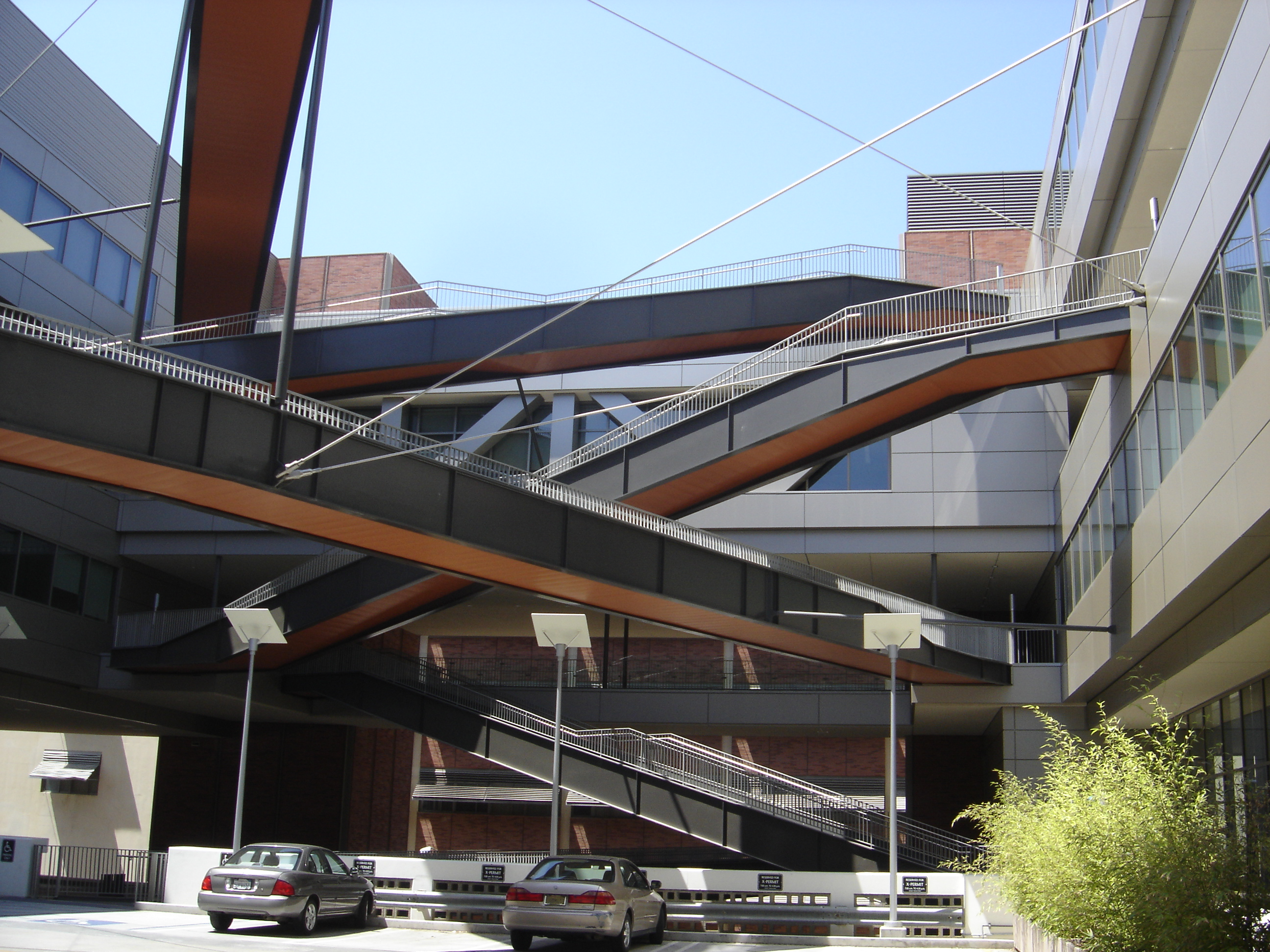
加州纳米系统研究所（California Nanosystems Institute）

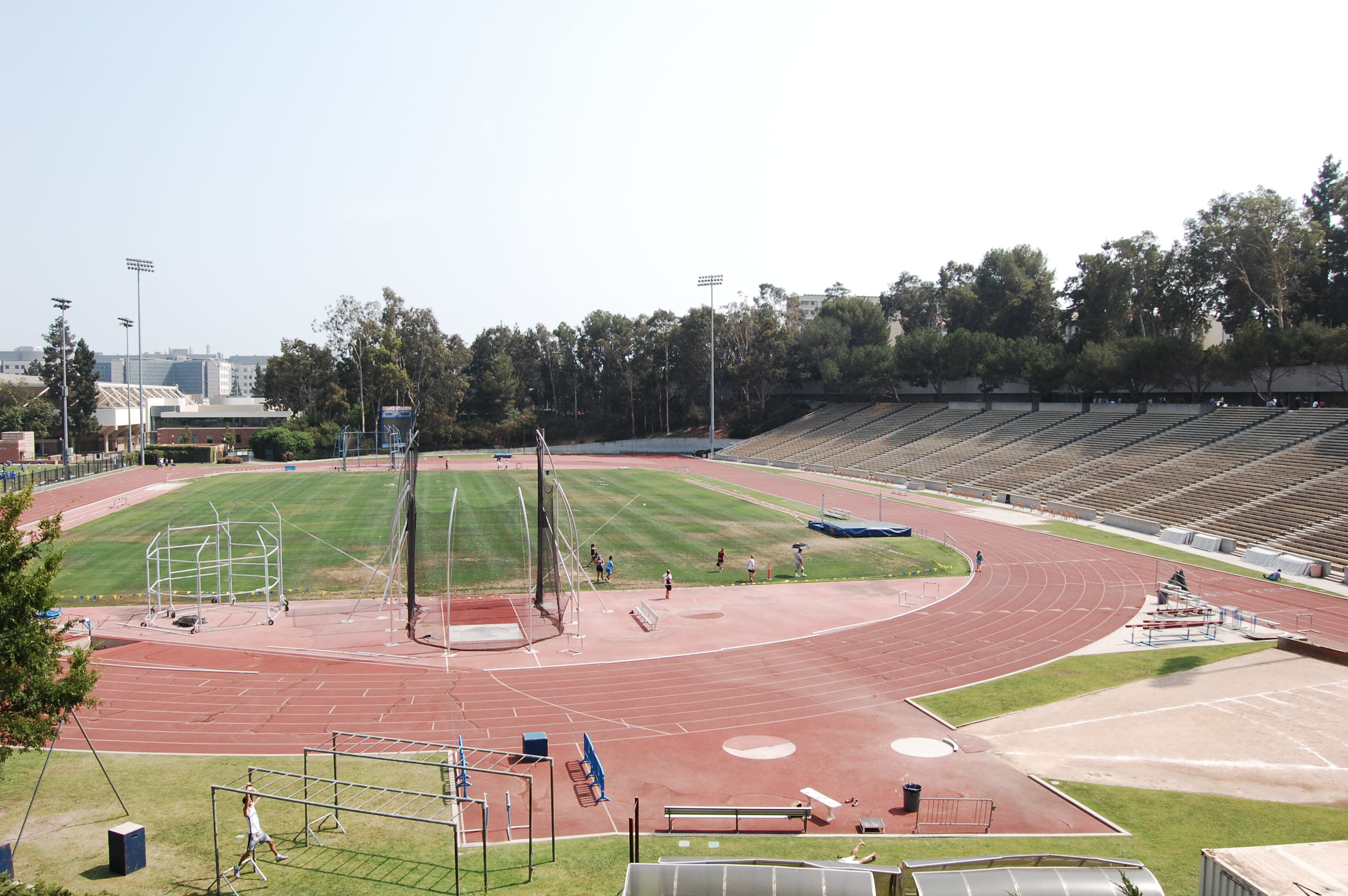
體育場

加利福尼亚大学洛杉矶分校的校园面积1.7平方公里，里面共有超過174棟大樓。它位于洛杉矶西部，日落大道的南部。加州大学洛杉矶分校位於西木區，是洛杉磯地區最精華的地段，是最安全及時尚的區域。西木區離太平洋沿岸僅五英哩的車程，離洛杉磯最昂貴的住宅區如貝萊爾、比佛利山及圣莫尼卡僅十幾分鐘可達。西木區擁有時尚的名牌購物商店、農夫市場、演唱會場地、美術館及提供各式佳餚的餐廳。
加州大學洛杉磯分校以其校園內擁有的許多优美建筑和风景而舉世知名。整个校园被不正式地分为南北两个校园，这两个校园都位于大学占地的东半部。北校园是原校园的中心，建築以義大利文藝復興時代建築聞名，其中的包威爾圖書館（Powell Library）成為好萊塢電影的最佳拍攝場景。这里是艺术、人文、社会科学、法律和经济等学科的中心。北校园的中心是橡树环绕的迪克森广场。这个广场曾在许多电影中出现。
南校园的建筑物比较新，它的风格与北校园截然不同。这里是自然科学的中心：物理、生物科学、数学和工程技术。医学和它的附属建筑既不算南校园也不算北校园。
校园中心是一些学生会、体育设施等的建筑。由于近年来学生数量不断增加，整个校园里有许多新建工程，包括对生命科学和工程技术等系的扩展。
在校园南部约1.6公里处加利福尼亚大学洛杉矶分校还有一座办公高楼。大多数校园外的管理机构包括校长办公室在那里。
虽然校园内有许多地下和地上的停车场，停车场的数量还是不够。学校向职工和从远处来的学生提供优惠停车可能，鼓励住在离学校五英里以内的学生使用公共交通工具。
校园的东南角是学校的植物园。
加州大学洛杉矶分校吸引學生的目光還包括超過800萬冊的校園圖書館藏書（藏书量居全美第十四）、聞名全美的大學運動校隊、以及眾多的校園藝術團體表演。加州大学洛杉矶分校的大學校園生活是全美國最豐富且多采多姿的一所。

### 宿舍
校园西部山坡上的许多建筑里住着近八千学生。这里还有四个学生食堂，以及多个咖啡厅。目前每个大一入学的学生保证可以在校园内住三年，大三入学的转学生可以保证住一年。98%大一新生都会在第一年住宿舍。

## 学院

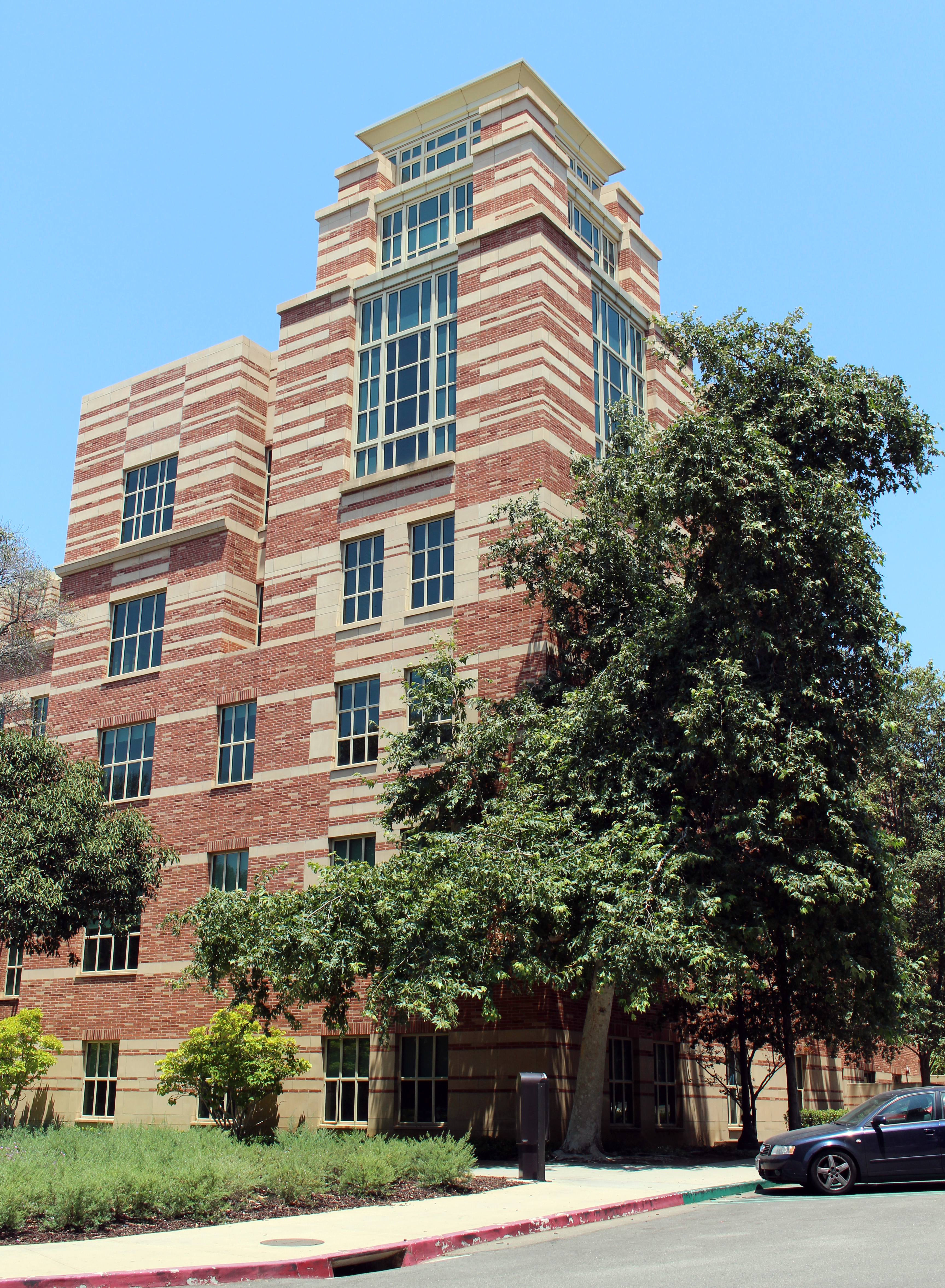
加州大学洛杉矶分校法学院

加州大学洛杉矶分校有11個院校，分別是工程學院、藝術與建築學院，法律學院、醫學院和電影電視學院等。加州大学洛杉矶分校的多位教授曾頒獲諾貝爾獎、古根漢研究院的會員、美國國家科學學院的院士。
加利福尼亚大学洛杉矶分校有下列学院和学校：
- 加利福尼亚大学洛杉矶分校文理学院
- 艺术和建筑学院
- 教育和信息研究研究生院
- 亨利·萨缪理工程和应用科学学院
- 法学院
- 安德森管理学院
- 公共事务学院
- 戏剧、电影和电视学院
- 戴卫·格芬医学学院
- 神经心理研究所
- 护理学院
- 牙医学院
- 公共卫生学院

以上五所医学学校加上加利福尼亚大学洛杉矶分校医学中心、与其相关的研究和医疗中心，被统称为加利福尼亚大学洛杉矶分校卫生科学中心。2005年加利福尼亚大学洛杉矶分校宣布了一个建立干细胞生物学和医学的研究所的五年计划。加利福尼亚是目前美国唯一的一个为新的胎干细胞系列提供公共经费的州。与聖塔芭芭拉加大一起，加州大学洛杉矶分校建立了加利福尼亚纳米系统研究所来创新纳米技术。

### 招生
|             | 2015   | 2014                                    | 2013   | 2012   | 2011   |
| ----------- | ------ | --------------------------------------- | ------ | ------ | ------ |
| 报名人数    | 92,722 | 86,584                                  | 80,522 | 72,697 | 61,566 |
| 录取人数    | 16,027 | 16,059                                  | 16,448 | 15,982 | 15,689 |
| 录取率      | 17.3%  | 18.6%                                   | 20.4%  | 22.0%  | 25.5%  |
| 实际报到    | N/A    | 5,764                                   | 5,697  | 5,621  | 5,825  |
| 平均高中GPA | N/A    | 4.31                                    | 4.29   | 4.21   | 4.22   |
| SAT分数区间 | N/A    | CR: 570 - 710 M: 600 - 750 W: 590 - 730 | 1923   | 1910   | 1925   |
| ACT分数区间 | N/A    | 25 - 32                                 | 28     | 28     | 28     |

作为全美国申请人数最多的学校，加州大学洛杉矶分校在2021学年收到13.9万名高中毕业生的报名申请，比任何其它美国大学都多。录取率仅为11%，使該校為入學最競爭的美國公立大學之一。
加州大学洛杉矶分校在招录时不仅考虑申请人的高中在校成绩和大學入學考分(SAT或ACT)，课外活动、领导才能、人格特質、人生经历等都列入重要参考指标。
2016年，大约有3,300人通过转学转入加州大学洛杉矶分校（大多数均进入大三）。其中，92%的转学生来自加州社区大学。在过去的15年，有超过45,000人转学进入加州大学洛杉矶分校。
与其他许多大学一样，加州大学洛杉矶分校在招生时面临种族因素的问题。加州法律禁止加州大学洛杉矶分校在招生时考虑学生的种族和性别因素，这使得过去多年来加州大学洛杉矶分校拥有较高的亚裔学生比例。与此同时，非洲裔学生的比例不断下降，影响到学校的种族多元化。为了在不违反加州法律的前提下增进学生背景多元化，加州大学洛杉矶分校从2007年起改革了招生过程。现今，加州大学洛杉矶分校在审核报名者时不仅考虑学业成绩，还考虑非学术类指标（例如课外活动）。这种“全面招录”（Holistic Admissions）使錄取的學生更多元化。

### 學術排名
2024年在《QS》世界大學排名名列第29名；在美国大学中排名第13名。2023年在《泰晤士》世界大學排名名列第21名；在美国大学中排名第13名。2022年在世界大學學術排名名列第13名；在美国大学中排名第11名。2022年在U.S. News世界大學排名名列第14名；在美国大学中排名第10名。
以下為個別學院在美國國內排名：
- 商管學院：16
- 教育學院：4
- 工程學院：16
- 法學院：15
- 醫學院研究：6、醫學院臨床醫療：11
- 化學：15
- 生命科學：18
- 數學：7
- 物理：17
- 心理學：3
- 公共衛生：11
- 社會學：8
- 歷史：9

## 体育
加州大学洛杉矶分校隸屬NCAA - 十大聯盟，学校体育队的颜色是粉蓝色和金色。
加利福尼亚大学洛杉矶分校的Bruins体育队与南加州大学（USC）的Trojans体育队向来是对头。

## 传统和节日
加利福尼亚大学洛杉矶分校爵士乐、雷鬼乐音乐节：每年在阵亡将士纪念日的周末进行，为时两天。
每年春天在校园的洛杉矶网球中心进行学生的歌唱音乐会。

## 公共交通
加州大学洛杉矶分校所在的韦斯特伍德及圣莫尼卡地区堵车与停车难问题严重，适合自行车与公交出行，不适合开车。加州大学洛杉矶分校校园有若干公交公司提供公交车服务。主要有洛杉矶县都会运输局运营的LA Me，tro和圣莫尼卡Big Blue Bus，此外还有卡尔弗城公交（Culver City Bus）和长滩公交（Long Beach Transit）。部分公交线路可以接驳轨道交通，本节所说的轻轨站均为洛杉矶轻轨E线车站。以下详述具体线路。
洛杉矶公交（LA Metro）提供普通公交（Local Bus，橙色车身）和大站快车（Metro Rapid，红色车身）服务，具体线路班次及票价可查阅LA Metro官网 （页面存档备份，存于）
- LA Metro Local 2路

在UCLA校园停靠Hilgard Ave和Le Conte Ave沿线站点。从加州大学洛杉矶分校到坐2路到好莱坞星光大道约半小时，每十分钟一班车。可坐2路到Sunset/Highland路口向北走四百米到Hollywood/Highland地铁站换乘红线（B Line）地铁。
- Metro Rapid 761路

走Sepulveda Pass,南北向连接E线博览/塞普尔韦达轻轨站、加州大学洛杉矶分校、Orange Line快速公交Van Ness站。工作日每15分钟一班车，周末半小时一班。
- Metro Local 20路、Metro Rapid 720路

Wilshire/Westwood路口可乘坐LA Metro 20和720路，两条线路都是Frequent线路，发车间隔全周都不超过15分钟。720主要在Wilshire大道行驶，连接圣莫尼卡和洛杉矶市中心。从Wilshire/Westwood到圣莫尼卡半小时，到洛杉矶市中心50分钟。20路走向一样但停站较多，是720路的慢车。此二路公交均经过一系列重要地点如洛杉矶郡艺术博物馆、拉布雷亚沥青坑、韩国城等，并可接驳洛杉矶地铁D线的威尔希尔/韦斯顿站。
圣莫尼卡大蓝巴士（Big Blue Bus）提供普通公交（Local Bus）和大站快车（Rapid Route）服务。所有服务加州大学洛杉矶分校的Big Blue Bus均以加州大学洛杉矶分校为起/终点。其中，R12、18路起终点站为Gateway Plaza（距UCLA Store 50米）。17路起/终点站为C.E.Y./P2 Hub（W.G. Young Hall路对面，停车楼旁）。 1、2、8路工作日早7点到晚8点起/终点站为Hilgard Terminal（Murphy Hall旁），晚八点后到第二日早7点及周末，起/终点站为C.E.Y./P2 Hub。具体线路班次及票价可查阅Big Blue Bus网站
| 线路 | 行车路线                                                                          | 班次间隔                                   | 校园Terminal                    |
| ---- | --------------------------------------------------------------------------------- | ------------------------------------------ | ------------------------------- |
| R12  | 连接加州大学洛杉矶分校和韦斯特伍德/兰乔帕克轻轨站，车程15分钟                     | 工作日7-12分钟，周六日20分钟               | Gateway Plaza                   |
| 1    | 加州大学洛杉矶分校出发经圣莫尼卡市中心（35分钟）到威尼斯海滩（55分钟）            | 工作日10-11分钟，周六12-15分钟，周日15分钟 | Hilgard Terminal，C.E.Y./P2 Hub |
| 2    | 加州大学洛杉矶分校到圣莫尼卡市中心，车程40分钟                                    | 工作日12-15分钟，周六日20分钟              | Hilgard Terminal，C.E.Y./P2 Hub |
| 8    | 加州大学洛杉矶分校出发经韦斯特伍德/兰乔帕克轻轨站（15分钟）到圣莫尼卡市中心       | 工作日15-20分钟，周六日27分钟              | Hilgard Terminal，C.E.Y./P2 Hub |
| 17   | 加州大学洛杉矶分校出发经博览/塞普尔韦达轻轨站（30分钟）到卡尔弗城轻轨站（40分钟） | 工作日20分钟，周六日30分钟                 | C.E.Y./P2 Hub                   |
| 18   | 加州大学洛杉矶分校出发经圣莫尼卡市中心（35分钟）到马里纳德雷（55分钟）            | 工作日20-30分钟，周六日30分钟              | Gateway Plaza                   |

卡尔弗城公交（Culver City Bus，绿色车身）6/6R路停靠于UCLA Gateway Plaza，站点位于Big Blue Bus R12和18路站点往前100米。6R是6路的大站快车，只在工作日运行，15分钟一班。6/6R从加州大学洛杉矶分校出发沿Sepulveda Blvd行驶一直到洛杉矶国际机场，途经洛杉矶轻轨E线博览/塞普尔韦达轻轨站（车程20分钟），LAX City Bus Center（55分钟）及洛杉矶轻轨C线航空/洛杉矶机场轻轨站（一小时）。LAX City Bus Center和航空/洛杉矶机场轻轨站可换乘免费的洛杉矶机场摆渡车前往洛杉矶国际机场各航站楼。具体线路班次及票价可查阅Culver City Bus官网。此外，谷歌地图、苹果iOS自带地图以及Transit App均可查询巴士及轨交的站点和班次信息。
大洛杉矶地区所有公交公司均支持TAP卡 （页面存档备份，存于）支付车费。加州大学洛杉矶分校学生及教职工可享受公共交通方面的优惠，具体请参阅UCLA校网。

## 周边企业

### 医疗保健
加利福尼亚大学洛杉矶分校医疗中心是加州大学洛杉矶分校医疗保健的一部分，这个医疗保健还包括一个医院和分布在洛杉矶的七个门诊医院。此外两个洛杉矶郡的医院被加大洛杉矶分校用作实践医院。整个洛杉矶郡内共有四个医院带有加州大学洛杉矶分校的名称。
1981年，加州大学洛杉矶分校医疗中心第一次诊断了后来被称为艾滋病的病状。2004年美国新闻与世界报道将該校连续15次列为美国西部最佳医疗设施。

### 住房和旅馆服务
除学生宿舍外，加州大学洛杉矶分校在校园内还有一个小的正规的旅馆以及在洛杉矶附近有一座会议中心。它们属于边缘企业因为它们与教学本身无关。

### 學生生活
- MyUCLA（页面存档备份，存于）（A web portal for new and continuing students, staff, and faculty）
- BruinWalk（页面存档备份，存于）（Student-run web portal that features professor reviews）
- UCLA Dining（页面存档备份，存于）（On-campus dining）
- SI on Campus, UCLA, SportsIllustrated.com, November 11, 2005（页面存档备份，存于）（Tips for eating, sports, and partying at UCLA）

### 入學統計
- Undergraduate Admission: Profile of Admitted Freshmen（页面存档备份，存于）（Fall 1998-present）
- USNews.com: University of California, Los Angeles (2006)（页面存档备份，存于）

### 歷史
- UCLA History Project（页面存档备份，存于）
- UC History Digital Archives UCLA site（页面存档备份，存于）